# Sušje
Sušje – wieś w Słowenii, w gminie Ribnica. W 2018 roku liczyła 119 mieszkańców.